# Sue Me
"Sue Me" é uma música gravada pela cantora americana Sabrina Carpenter para seu terceiro álbum de estúdio, Singular: Act I (2018), servindo como a quarta faixa do álbum. A faixa foi escrita por Sabrina Carpenter e Steph Jones e foi produzida por Warren "Oak" Felder com seus co-produtores, Trevor Brown, William Zaire Simmons. A música foi lançada pela Hollywood Records como o segundo single do Singular: Act I em 9 de novembro de 2018 e lançada nas rádios contemporâneas em 8 de janeiro de 2019. Liricamente, "Sue Me" é sobre o alívio de estar fora de perigo de um relacionamento e desafiar alguém a impedi-lo de viver sua melhor vida.
Foi acompanhada por um videoclipe dirigido por Lauren Dunn estreou em seu canal Vevo em 16 de novembro de 2018. O videoclipe apresenta a amiga e atriz de Carpenter, Joey King e Sergio D'arcy Lane e foi filmada na Universidade Pepperdine. Carpenter promoveu "Sue Me" com várias apresentações ao vivo no dia do lançamento, no The Today Show e no Live with Kelly and Ryan.

## Antecedentes e gravação
Carpenter escreveu a música depois que ela foi processada por seus ex-gerentes de música Stan Rogow e Elliot Lurie por supostamente não lhes pagar comissões depois que ela as demitiu em agosto de 2014. Eles alegaram que deveriam ter parte da receita dos dois álbuns anteriores de Carpenter, o Evolution e o Eyes Wide Open. Carpenter confirmou que este é o pano de fundo, mas não comentou a situação ou declarou um resultado, se houver um ainda. Carpenter também declarou essa música como representando pura confiança. Carpenter disse que "Sue Me" foi a primeira faixa que estava dando uma direção ao álbum, porque estava em uma faixa diferente das outras músicas que ela havia escrito antes.
A música foi escrita em setembro de 2017, depois que Carpenter concluiu o De-Tour, por Sabrina Carpenter, Warren "Oak" Felder, Steph Jones, Trevor Brown e William Zaire Simmons. Foi produzido por Felder com Brown e Zaire Koalo como co-produtores. Felder, Brown e Koalo fizeram os vocais de fundo enquanto Felder programava a faixa e Koalo cuidava da programação da bateria. Felder projetou a pista na SuCasa Recording em Los Angeles, com Keith "Daquan" Sorrells atuando como engenheiro assistente. A música foi mixada por Eric J Dubowsky no Hercules St. Studios em Sydney e Tim Watt serviu como assistente de mixagem. A música foi masterizada no Sterling Sound, em Nova York, por Chris Gehringer.

## Videoclipe
Carpenter estreou pela primeira vez um trecho do videoclipe em 9 de novembro de 2018, no TRL. O videoclipe foi lançado no Vevo e no YouTube em 16 de novembro de 2018. Foi dirigido por Lauren Dunn e estrelado pelos amigos de Carpenter, Joey King e Sergio D'arcy Lane. O videoclipe foi filmado em um dia na Universidade Pepperdine em Malibu, Califórnia, o mesmo campus em que Zoey 101 foi filmado. De acordo com o cabeleireiro do vídeo, a história de Scott King no Instagram, o vídeo foi gravado em 17 de agosto de 2018. Dizem que este vídeo é baseado em  Legalmente Loira, pois possui histórias, personagens e recursos muito semelhantes, mas Carpenter ainda não confirmou se esse é o pano de fundo.

## Performances ao vivo
Carpenter tocou a música pela primeira vez em 9 de novembro de 2018, no The Today Show e no Live with Kelly and Ryan..  É décimo quarta música a ser apresentada na Singular Tour. Além disso, ela cantou a música na série de shows de verão do Good Morning America.

## Lista de faixas
| Download digital |          |         |  |
| N.º              | Título   | Duração |  |
| 1.               | "Sue Me" | 2:59    |  |

| Digital EP - Remixes |                              |         |  |
| N.º                  | Título                       | Duração |  |
| 1.                   | "Sue Me"                     | 2:59    |  |
| 2.                   | "Sue Me" (KC Lights Remix)   | 3:22    |  |
| 3.                   | "Sue Me" (6am Remix)         | 2:54    |  |
| 4.                   | "Sue Me" (Marian Hill Remix) | 3:37    |  |
| 5.                   | "Sue Me" (Dave Audé Remix)   | 3:50    |  |

| Digital Download - A Cappella |                       |         |  |
| N.º                           | Título                | Duração |  |
| 1.                            | "Sue Me" (A Cappella) | 3:22    |  |

## Desempenho nas tabelas
| Tabelas Semanais(2019)                       | Melhor posição |
| -------------------------------------------- | -------------- |
| Estados Unidos (Billboard Dance Club Songs)  | 1              |
| Estados Unidos (Billboard Mainstream Top 40) | 31             |

| Tabela Anual (2019)             | Posição |
| ------------------------------- | ------- |
| US Dance Club Songs (Billboard) | 17      |

## Históricos de lançamentos
| Região         | Data                  | Formato(s)             | Versão     | Gravadora                           | Ref.   |
| -------------- | --------------------- | ---------------------- | ---------- | ----------------------------------- | ------ |
| Vários         | 9 de Novembro de 2018 | Download digital       | Original   | Hollywood                           | [ 5 ]  |
| Austrália      | 9 de Novembro de 2018 | Contemporary hit radio | Original   | Hollywood Universal Music Australia | [ 21 ] |
| Estados Unidos | 8 de Janeiro de 2019  | Contemporary hit radio | Original   | Hollywood                           | [ 22 ] |
| Vários         | 18 de Janeiro de 2019 | Download digital       | Remixes    | Hollywood                           | [ 23 ] |
| Itália         | 25 de Janeiro de 2019 | Contemporary hit radio | Original   | Universal                           | [ 24 ] |
| Vários         | 22 de Março de 2019   | Download digital       | A cappella | Hollywood                           | [ 25 ] |